# Sábana

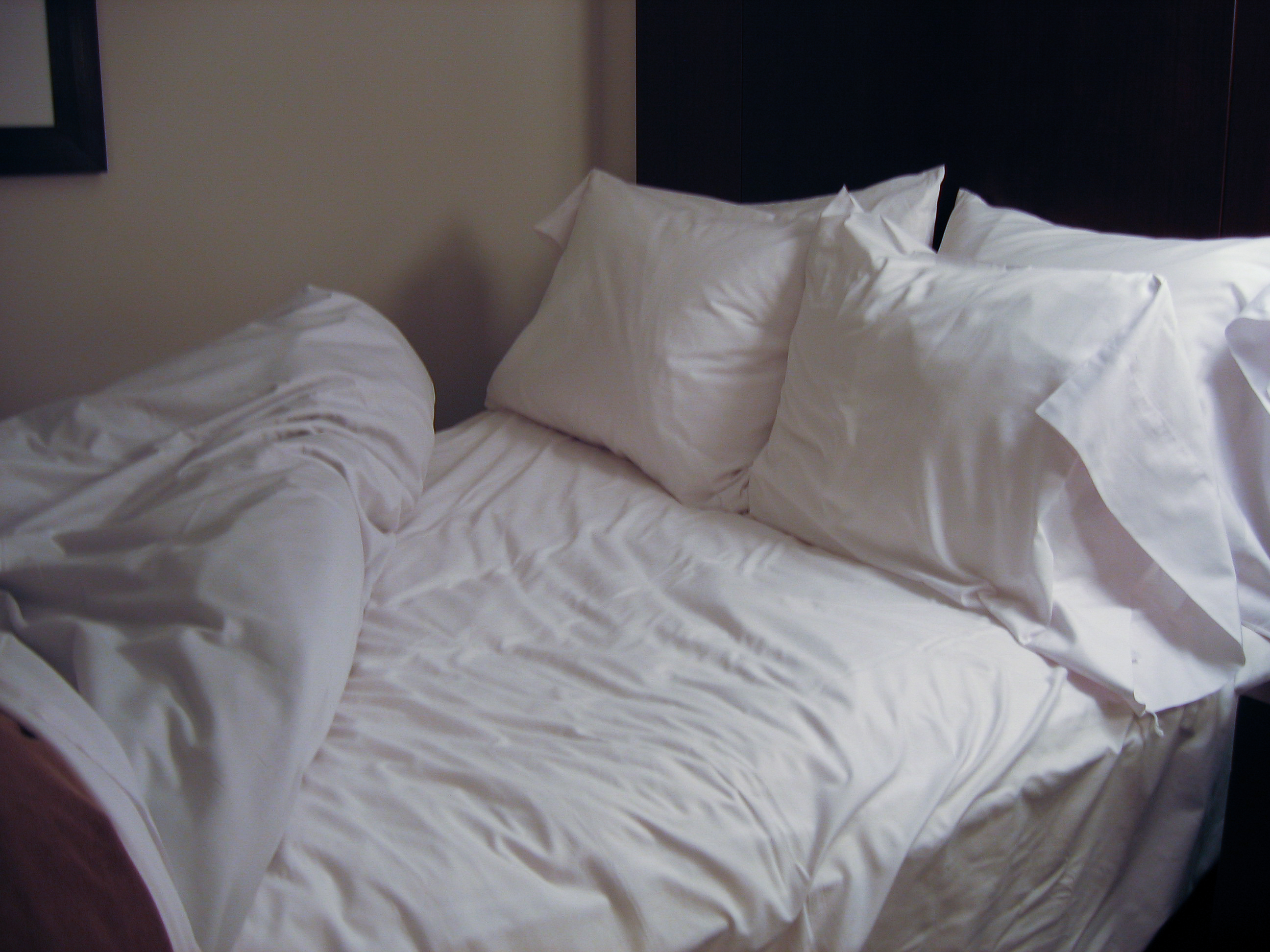
Sábanas blancas instaladas en una cama.

Una sábana es un lienzo grande de algodón, lino o algún material sintético con el que se viste una cama. Las sábanas han sido tradicionalmente blancas, pero ahora se utilizan colores y diseños muy variados: estampadas, de un solo color e incluso incluyendo imágenes temáticas o personajes populares, lo que es habitual para camas infantiles.
Las sábanas son más grandes que la cama por lo que pueden ser remetidas debajo del colchón para que se mantengan en su sitio durante su uso. Ligeras y de poco grosor, su función es principalmente higiénica y de confort —al tener un tacto más suave que el resto de ropa de cama— mas no tanto de abrigo. Las sábanas son lavables lo que se hace periódicamente.
Un juego de sábanas incluye:
- Una sábana bajera: es la que se pone sobre el colchón para protegerlo. A menudo, se trata de sábanas ajustables en las esquinas mediante franjas elásticas para facilitar su colocación.

- Una sábana encimera: se coloca encima de la anterior, debajo de la manta. Se caracteriza por el diseño particular de uno de los extremos que actuará de embozo, quedando por tanto a la vista.
- Aun no siendo una sábana, la funda de almohada suele venderse en conjunto con las piezas anteriores para armonizar en diseño.

## Materiales
El algodón y los tejidos mixtos de algodón dominan el mercado, siendo la mezcla de algodón y poliéster la más común. El algodón proporciona absorción y suavidad, mientras que el poliéster hace que el tejido sea duradero y resistente a las arrugas. Otras fibras habituales en la ropa de cama son el lino, la seda, la viscosa modal y de bambú, el lyocell, el microtex o microfibra y el polipropileno. El polipropileno (olefina) es un material no tejido hipoalergénico que se produce a bajo coste y se utiliza habitualmente en refugios de emergencia u hospitales como cubiertas desechables. 
Las sábanas refrigerantes están hechas de lyocell, bambú (viscosa), lino, cáñamo o seda.

## Diseño
La calidad de la ropa de cama suele determinarse por el número de hilos, es decir, el número de hilos por centímetro cuadrado de material. Por regla general, cuanto mayor sea el número de hilos, más suave será la ropa de cama, pero la "suavidad" del material puede verse afectada por el tipo de tejido y el tipo de hilo, por lo que la ropa de cama con menos número de hilos puede ser más suave que la ropa de cama con más número de hilos. La calidad del hilo también influye en el aspecto y la sensación táctil de la ropa de cama, ya que los hilos más finos tienden a crear un tejido más fino. La capa también influye en la sensación de pesadez de la sábana. La capa indica cuántas fibras se retuercen para crear la hoja. Una sábana de doble capa con un número de hilos de 300 parecerá más pesada que una sábana de una sola capa con un número de hilos de 600.

## Limpieza
Las sábanas deben lavarse aproximadamente una vez a la semana, utilizando agua a baja temperatura y un régimen de secado. El agua caliente puede utilizarse para eliminar manchas de café, orina o alérgenos como los ácaros del polvo. No se recomienda el uso de suavizantes, ya que dejan residuos que reducen la transpirabilidad de los tejidos.